# Кожухов (Требишов)
Кожухов (слч. Kožuchov) насељено је мјесто са административним статусом сеоске општине (слч. obec) у округу Требишов, у Кошичком крају, Словачка Република.

## Становништво
| Година:    | 1994. | 2004.   | 2014.    | 2024.    |
| ---------- | ----- | ------- | -------- | -------- |
| Број људи: | 231   | 236     | 203      | 171      |
| Разлика:   |       | +2,16 % | -13,98 % | -15,76 % |

| Година:    | 2023. | 2024.   |
| ---------- | ----- | ------- |
| Број људи: | 173   | 171     |
| Разлика:   |       | -1,15 % |

Према подацима о броју становника из 2011. године насеље је имало 214 становника.